# 唆都
唆都（？—1285年），扎剌儿氏，元朝军事人物。

## 生平
唆都骁勇善战，入宿卫，跟随元世祖征讨花马国有功。李璮在山东叛乱时，跟随诸王哈必赤将其平定。回到大都后，对元世祖说当地郡县有很多恶少年，偷偷卖马给南宋，希望免除其罪，以他们为兵。元世祖准许，于是得到了三千人兵力，以一千人配给唆都，封他为千户，镇守蔡州。
至元五年（1268），阿术等人包围南宋的襄阳，派唆都带兵巡逻，夺取金刚台寨、筲基窝、青涧寨、大洪山、归州洞诸隘。六年（1269），范文虎率水军战船驻扎在灌子滩，唆都奉丞相史天泽的命令将其击败，升总管。九年（1272），攻打樊城时，唆都率先登上城楼。襄阳城破之后，升郢复等处招讨使。十一年（1274），移戍郢州之高港，渡过长江，降服鄂、汉一带。十二年（1275），南宋的宋恭帝投降，改任建康安抚使，随后攻下平江、嘉兴，以水军与伯颜会合于阜亭山。参政董文炳守临安，以其为副手，派他镇守严州，又攻下衢州、婺州、处州等地，以及建宁府的松溪县、怀安县。
十四年（1277），升福建道宣慰使，行征南元帅府事，听参政塔出节制。唆都奉命取道泉州，以水军渡海回师于广州的富场。但出征之前得知邵武发生叛乱，便率军来建宁，击败南宋军队，并转战平定福建各地。事后，被进官为知政事，行省福州。后又升为左丞，行省泉州，招谕东南亚诸国。
十八年（1281），改任右丞，行省占城。十九年（1282），率战船千余艘自广州出发，渡海攻打占城，大破之，破其首都毘阇耶，因陀罗跋摩六世投降，唆都便在当地建立据点。二十一年（1284），元朝镇南王脱欢进攻安南，唆都奉命便率军自南面袭击，击败安南军队于清化府。然而有旨意命令脱欢率军撤退，唆都却全然不知。安南人前去告知，他却不信，到达脱欢的大营之后发现是座空营，方才相信并撤退。途中在干满江被安南军队截击，兵败战死。追赠荣禄大夫官职，谥襄愍。

## 延伸阅读
[在维基数据编辑]
 《元史·卷129》，出自宋濂《元史》
 《新元史/卷180》，出自柯劭忞《新元史》